# Sext Mari
Sext Mari (en llatí Sextus Marius) va ser un romà que posseïa immenses riqueses. Formava part de la gens Mària, una gens romana d'origen plebeu.
Tenia mines d'or a Hispània i va viure en el regnat de Tiberi. Tàcit l'anomena Hispaniarum ditissimus (hispà opulentíssim).
Va ser acusat l'any 25 per Calpurni Salvià però se'n va sortir. L'any 33 va ser condemnat a mort i tirat des de la roca Tarpeia acusat d'incest amb la seva filla, però en realitat perquè l'emperador es volia apoderar de les seves riqueses. Aquesta és la versió que dona Tàcit. Però Dió Cassi explica que Sext Mari era amic de Tiberi, i que devia a l'emperador les seves riqueses. Va ser acusat d'incest perquè volia amagar la seva filla dels desitjos luxuriosos de l'emperador.